# 1994-es Formula–1 csendes-óceáni nagydíj
A csendes-óceáni nagydíj volt az 1994-es Formula–1 világbajnokság második futama.

## Futam
A következő, csendes-óceáni nagydíjat Japánban tartották. Sennáé lett ismét a pole, de a rajt után hátulról nekiütközött Larini és Blundell, ismét feladni kényszerült a versenyt, míg Schumacher ismét nyert, Berger és Barrichello előtt.
| Helyezés | #  | Versenyző             | Csapat/Motor      | Futott körök | Idő/Kiesés oka | Rajthely | Pontszám |
| -------- | -- | --------------------- | ----------------- | ------------ | -------------- | -------- | -------- |
| 1        | 5  | Michael Schumacher    | Benetton-Ford     | 83           | 1:46:01,693    | 2        | 10       |
| 2        | 28 | Gerhard Berger        | Ferrari           | 83           | +1:15,300      | 5        | 6        |
| 3        | 14 | Rubens Barrichello    | Jordan-Hart       | 82           | +1 kör         | 8        | 4        |
| 4        | 9  | Christian Fittipaldi  | Footwork-Ford     | 82           | +1 kör         | 9        | 3        |
| 5        | 30 | Heinz-Harald Frentzen | Sauber-Mercedes   | 82           | +1 kör         | 11       | 2        |
| 6        | 20 | Érik Comas            | Larrousse-Ford    | 80           | +3 kör         | 16       | 1        |
| 7        | 12 | Johnny Herbert        | Lotus-Mugen-Honda | 80           | +3 kör         | 23       |          |
| 8        | 11 | Pedro Lamy            | Lotus-Mugen-Honda | 79           | +4 kör         | 24       |          |
| 9        | 26 | Olivier Panis         | Ligier-Renault    | 78           | +5 kör         | 22       |          |
| 10       | 25 | Éric Bernard          | Ligier-Renault    | 78           | +5 kör         | 18       |          |
| 11       | 32 | Roland Ratzenberger   | Simtek-Ford       | 78           | +5 kör         | 26       |          |
| Kiesett  | 10 | Gianni Morbidelli     | Footwork-Ford     | 69           | Motorhiba      | 13       |          |
| Kiesett  | 29 | Karl Wendlinger       | Sauber-Mercedes   | 69           | Baleset        | 19       |          |
| Kiesett  | 24 | Michele Alboreto      | Minardi-Ford      | 69           | Baleset        | 15       |          |
| Kiesett  | 8  | Martin Brundle        | McLaren-Peugeot   | 67           | Túlmelegedés   | 6        |          |
| Kiesett  | 23 | Pierluigi Martini     | Minardi-Ford      | 63           | Kicsúszás      | 17       |          |
| Kiesett  | 6  | Jos Verstappen        | Benetton-Ford     | 54           | Kicsúszás      | 10       |          |
| Kiesett  | 0  | Damon Hill            | Williams-Renault  | 49           | Erőátvitel     | 3        |          |
| Kiesett  | 15 | Szuzuki Aguri         | Jordan-Hart       | 44           | Kormány        | 20       |          |
| Kiesett  | 3  | Katajama Ukjó         | Tyrrell-Yamaha    | 42           | Motorhiba      | 14       |          |
| Kiesett  | 7  | Mika Häkkinen         | McLaren-Peugeot   | 19           | Váltó          | 4        |          |
| Kiesett  | 19 | Olivier Beretta       | Larrousse-Ford    | 14           | Elektronika    | 21       |          |
| Kiesett  | 31 | David Brabham         | Simtek-Ford       | 2            | Elektronika    | 25       |          |
| Kiesett  | 2  | Ayrton Senna          | Williams-Renault  | 0            | Baleset        | 1        |          |
| Kiesett  | 27 | Nicola Larini         | Ferrari           | 0            | Baleset        | 7        |          |
| Kiesett  | 4  | Mark Blundell         | Tyrrell-Yamaha    | 0            | Baleset        | 12       |          |
| NK       | 34 | Bertrand Gachot       | Pacific-Ilmor     |              |                |          |          |
| NK       | 33 | Paul Belmondo         | Pacific-Ilmor     |              |                |          |          |

## A világbajnokság élmezőnyének állása a verseny után
| H  | Versenyzők         | Pont | H  | Konstruktőrök    | Pont |
| -- | ------------------ | ---- | -- | ---------------- | ---- |
| 1. | Michael Schumacher | 20   | 1. | Benetton-Ford    | 20   |
| 2. | Rubens Barrichello | 7    | 2. | Ferrari          | 10   |
| 3. | Damon Hill         | 6    | 3. | Jordan-Hart      | 7    |
| 4. | Gerhard Berger     | 6    | 4. | Williams-Renault | 6    |
| 5. | Jean Alesi         | 4    | 5. | Sauber-Mercedes  | 3    |

## Statisztikák
Vezető helyen:
- Michael Schumacher: 83 (1-83)

Michael Schumacher 4. győzelme, 9. leggyorsabb köre, Ayrton Senna 64. (R) pole-pozíciója.
- Benetton 9. győzelme.

Michele Alboreto 200. versenye.